# Чемпионат мира среди военнослужащих

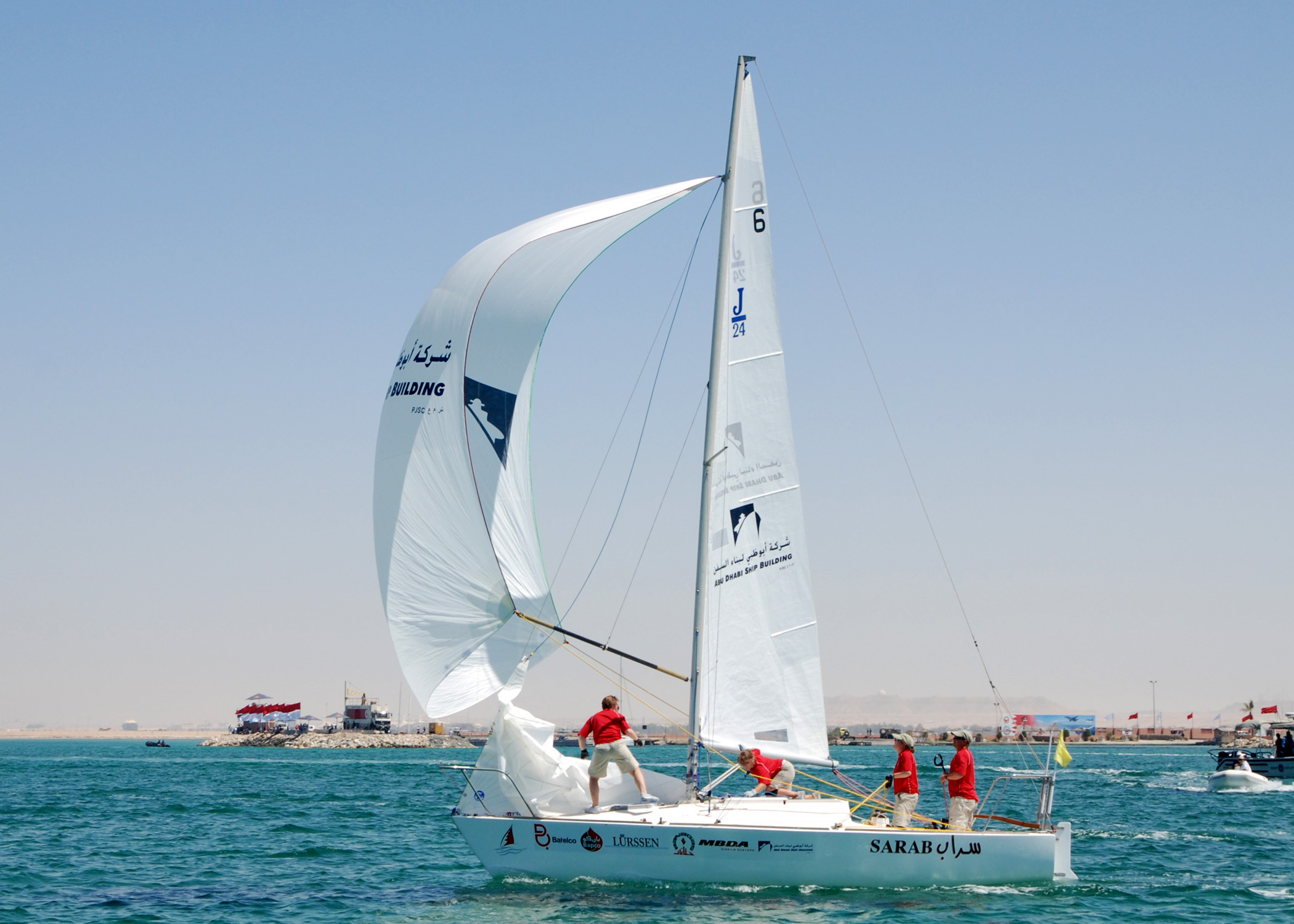
Сборная США на 44-м чемпионате мира среди военных по парусному спорту в Манама, в 2010 году.

Чемпионат мира среди военнослужащих (англ. World Military Championships) — главное международное спортивное соревнование высокого уровня по военным видам спорта, организованное для спортсменов-военнослужащих, регулярно организуемый Международным советом по военному спорту (CISM) в каждой из 26 дисциплин различных видов спорта.

## История
CISM уходит корнями во Вторую мировую войну. Восемьдесят две страны свободного мира соревновались примерно в 24 различных видах спорта. США участвуют в 12 из этих видов спорта. Спортсмены, которые хорошо выступили на межведомственных чемпионатах национального и международного уровня, приглашаются в тренировочный лагерь CISM, который работает так же, как военные тренировочные лагеря. «Это соревнование самого высокого уровня, если не считать Панамериканских и Олимпийских игр», — сказал Уильям Флеминг, глава отдела спортивной программы ВМС США. «CISM — это что-то вроде международной военной Олимпиады». Военные спортсмены часто соревнуются с олимпийскими участниками на играх CISM и чемпионатах мира по военному делу, отсюда и прозвище «Военная олимпиада».

## Чемпионаты
В год проведения Всемирных военных игр (начиная с 1995 года, каждые четыре года) чемпионат проводится так же, как и турнир Всемирных игр.

| №                     | Событие                                                               | Год начала соревнований | Последнее соревнование |
| Военные виды спорта   | Военные виды спорта                                                   | Военные виды спорта     | Военные виды спорта    |
| --------------------- | --------------------------------------------------------------------- | ----------------------- | ---------------------- |
| 1                     | Чемпионат мира по пятиборью среди военных                             | 1950                    | 64-й (2017)            |
| 2                     | Чемпионат мира по военно-воздушному пятиборью                         | 1948                    | 57-й (2015)            |
| 3                     | Чемпионат мира по военно-морскому пятиборью                           | 1954                    | 50-й (2015)            |
| 4                     | Чемпионат мира по современному военному пятиборью                     | 1963                    | 45-й (2017)            |
| 5                     | Чемпионат мира по военному троеборью                                  | 1992                    | 19-й (2017)            |
| 6                     | Чемпионат мира по военному ориентированию                             | 1965                    | 50-й (2017)            |
| 7                     | Чемпионат мира по военному парашютному спорту                         | 1964                    | 41-й (2017)            |
| 8                     | Чемпионат мира среди военных по парусному спорту                      | 1949                    | 52-й (2021)            |
| Боевые искусства      |                                                                       |                         |                        |
| 9                     | Чемпионат мира среди военнослужащих по боксу                          | 1947                    | 58-й (2021)            |
| 10                    | Чемпионат мира среди военнослужащих по борьбе                         | 1961                    | 37-й (2024)            |
| 11                    | Чемпионат мира среди военнослужащих по дзюдо                          | 1966                    | 37-й (2016)            |
| 12                    | Чемпионат мира среди военнослужащих по тхэквондо                      | 1980                    | 34-й (2011)            |
| 13                    | Чемпионат мира среди военнослужащих по фехтованию                     | 1947                    | 45-й (2017)            |
| Основные виды спорта  |                                                                       |                         |                        |
| 14                    | Чемпионат мира среди военнослужащих по лёгкой атлетике                | 1946                    | 45-й (2015)            |
| 15                    | Чемпионат мира среди военнослужащих по бегу на пересечённой местности | 1947                    | 57-й (2017)            |
| 16                    | Чемпионат мира среди военнослужащих по марафону                       |                         | 50-й (2018)            |
| 17                    | Чемпионат мира среди военнослужащих по плаванию и спасению жизни      | 1946                    | 49-й (2017)            |
| 18                    | Чемпионат мира среди военнослужащих по стрельбе                       | 1957                    | 50-й (2018)            |
| 19                    | Чемпионат мира среди военнослужащих по стрельбе из лука               | 2017                    | 1-й (2017)             |
| 20                    | Чемпионат мира среди военнослужащих по шоссейному велоспорту          |                         | 20-й (2018)            |
| 21                    | Чемпионат мира среди военнослужащих по горному велоспорту             |                         | 21-й (2018)            |
| Командные виды спорта |                                                                       |                         |                        |
| 22                    | Кубок мира по футболу среди военнослужащих                            | 1946                    | 2017 М / 2018 Ж        |
| 23                    | Чемпионат мира среди военнослужащих по баскетболу                     | 1950                    | 2015 М / 2016 Ж        |
| 24                    | Чемпионат мира среди военнослужащих по волейболу                      | 1961                    | 2016 М / 2017 Ж        |
| 25                    | Чемпионат мира среди военнослужащих по гандболу                       | 1982                    |                        |
| Зимние виды спорта    |                                                                       |                         |                        |
| 26                    | Чемпионат мира среди военнослужащих по лыжному спорту                 | 1954                    | 54-й (2018)            |
| Другие виды спорта    |                                                                       |                         |                        |
| 27                    | Чемпионат мира среди военнослужащих по гольфу                         | 2003                    | 11-й (2017)            |
| 28                    | Чемпионат мира среди военнослужащих по конному спорту                 | 1969                    | 20-й (2017)            |